# Salvadori's miersluiper
De Salvadori's miersluiper (Myrmotherula minor) is een zangvogel uit de familie Thamnophilidae (miervogels). De Nederlandse naam verwijst naar de Italiaanse zoöloog Tommaso Salvadori die deze vogel in 1864 geldig heeft beschreven.

## Verspreiding en leefgebied
Deze soort is endemisch in zuidoostelijk Brazilië, van het zuidoosten van Bahia tot het noordoosten van Santa Catarina.

## Status
De grootte van de populatie wordt geschat op 2500-10.000 volwassen vogels. Deze soort heeft een klein verspreidingsgebied en de aantallen nemen af door habitatverlies. Op de Rode lijst van de IUCN heeft deze soort daarom de status kwetsbaar.